# Dreva Fort

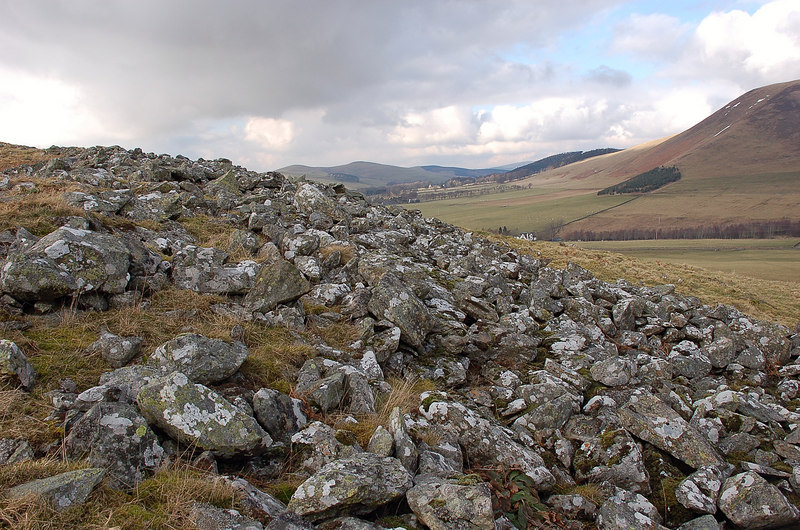
Cheval de Frise

Dreva Fort (auch Dreva Craig) ist ein eisenzeitliches Hillfort in Schottland. Es liegt auf dem Sporn des Hügels Dreva Craig über dem Zusammenfluss des schmalen Biggar Water mit dem Fluss Tweed in Peeblesshire. Das Fort liegt zwischen Broughton und Stobo in der Borderregion umgeben von Feldmauern und den Ruinen eines kleinen Bauernhofes aus der Römerzeit und anderen Siedlungsresten.
Eine Hofgruppe nahe dem Nordende des Forts wurde vermutlich aus Steinen seiner einst 4,3 m breiten Wälle, oder nicht mehr nachzuweisender Häuser innerhalb des Forts, errichtet. Zwei Steinwälle und der Eingang im Osten sind erhalten. Der innere Wall umschließt den Kamm des Hügels, ein zweiter ist im Südwesten vorgelagert. Eine Innenbebauung wird durch vier Steinsinge und das Fragment eines Fünften, das teilweise vom Schutt der Wand bedeckt ist, angezeigt. Der Zugang zum schmalen Südende des Sporns wurde durch ein Cheval de Frise aus über 100 eng gesetzten megalithischen Steinblöcken erschwert.